# Pallisentis basiri
Pallisentis basiri är en hakmaskart som beskrevs av Farooqi 1958. Pallisentis basiri ingår i släktet Pallisentis och familjen Quadrigyridae. Inga underarter finns listade i Catalogue of Life.